# 동조 압력

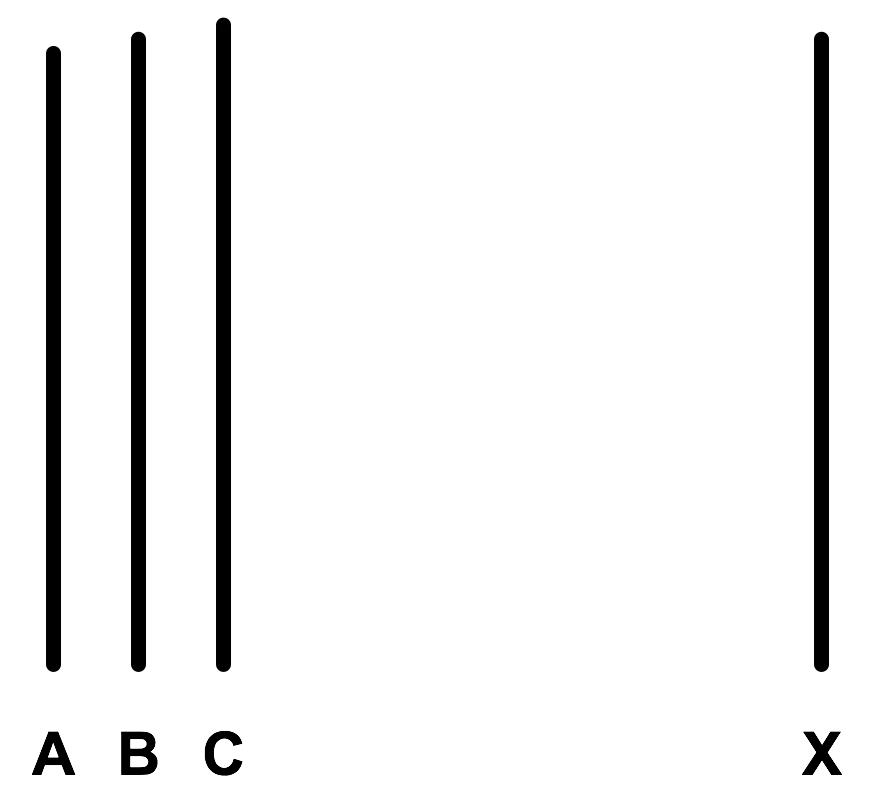

동조 압력 (同調圧力 Peer pressure)은 직장 등 어느 특정의 또래 집단 (Peer group)에서 의사결정을 실시할 때에, 소수의견을 가진 사람에게 암묵 중에 다수 의견에 맞추는 것을 강제하는 것을 가리킨다.
다수결이 아니라, 전회 일치가 구해지는 장면에서 발생한다. 소수의견을 가진 사람에게 강제적으로 태도 변용을 강제하는 수단은 다양한 방법이 있다. 소수의견을 가지는 사람에게 물리적으로 위해를 주는 취지를 통고하는 명확한 강제부터, 다수 의견에 거역하는 것에 수치의 의식을 갖게하는, 소수의견을 가진 사람에 대한 네가티브 캠페인을 행동 풍문 피해를 주며 '일부의 보조의 혼란이 전체에 폐를 끼친다'라고 주장한다, 의견의 근거를 추궁하거나, 동조 압력을 가한 집단으로부터 사회적 배제를 실시하는 등 암묵의 동의를 요구하는 경우가 있다.

## 같이 보기
- 동조
- 동조 현상
- 합의
- 합의 형성
- 집단 사고
- 집단 결정
- 집단심리
- 집단 행동
- 장소의 공기
- 전체주의
- 집단 따돌림
- 감정 바이어스
- 인지편향
- 공동 절교
- 봉가장방식
- 사이이치성의 원리
- 침묵의 나선